# 21. květen
21. květen je 141. den roku podle gregoriánského kalendáře (142. v přestupném roce). Do konce roku zbývá 224 dní. Svátek má Monika.

## Události

### Česko
- 1881 – První praktické použití telefonu v Praze: Majitel vysočanského cukrovaru Bedřich Frey si jako první obyvatel Prahy nechal zavést telefonickou linku z bytu do kanceláře.
- 1898 – Automobilka Tatra sestrojila první automobil Präsident ve střední Evropě. Automobil Präsident vyrazil na první dlouhou trasu z Kopřivnice do Vídně. Vzdálenost 328 km urazil za 14,5 hodiny.
- 1918 – Po šesté hodině ranní zahájili čeští vojáci náhradního praporu 7. střeleckého pluku rakousko-uherské armády tzv. rumburskou vzpouru.
- 1924 – Redaktor Národních listů Richard Durdil poprvé použil slovo rozhlas.
- 1946 – K. H. Frank byl v Praze odsouzen k smrti (vykonáno následujícího dne na dvoře pankrácké věznice).
- 1995 – Papež Jan Pavel II. během své návštěvy v Olomouci svatořečil Jana Sarkandra a Zdislavu z Lemberka.
- 2008 – Česká vláda uznala Republiku Kosovo.
- 2011 – Asi 40 tisíc odborářů protestovalo na pražském Václavském náměstí proti návrhům daňové, sociální, zdravotní a penzijní reformy.
- 2013 – V Praze bylo symbolicky ukončeno pravidelné nasazení obousměrných tramvají typu Tatra KT8D5. Poslední vůz č. 9048 byl odtažen do Muzea městské hromadné dopravy ve Střešovicích.

### Svět
- 1271 – Česko-uherská bitva u Rábu.
- 1655 – Angličané se vylodili na španělské Jamajce.
- 1900 – Mandžusko obsazeno Ruskem.
- 1904 – V Paříži byla založena FIFA.
- 1927 – Charles Lindbergh dokončil první sólový přelet Atlantského oceánu.
- 1981 – François Mitterrand se stal francouzským prezidentem.
- 1982 – V rámci války o Falklandy se vylodilo 4 000 britských vojáků v zátoce San Carlos na Falklandách s cílem znovudobytí souostroví.
- 1990 – Dubček se setkal s Gorbačovem na své první oficiální návštěvě SSSR od roku 1968.
- 1991 – Bývalý indický premiér Rádžív Gándhí byl zavražděn sebevražednou atentátnicí v blízkosti města Madras.

## Narození

### Česko

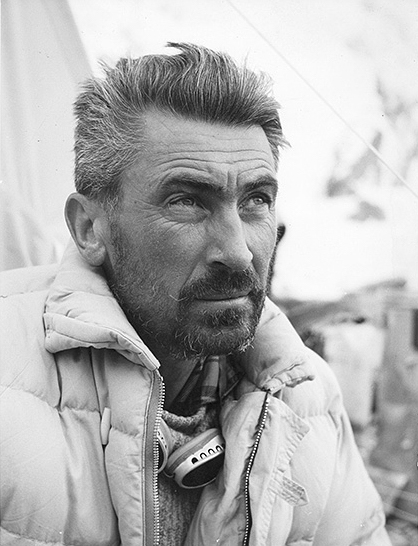
Vilém Heckel (* 1918)

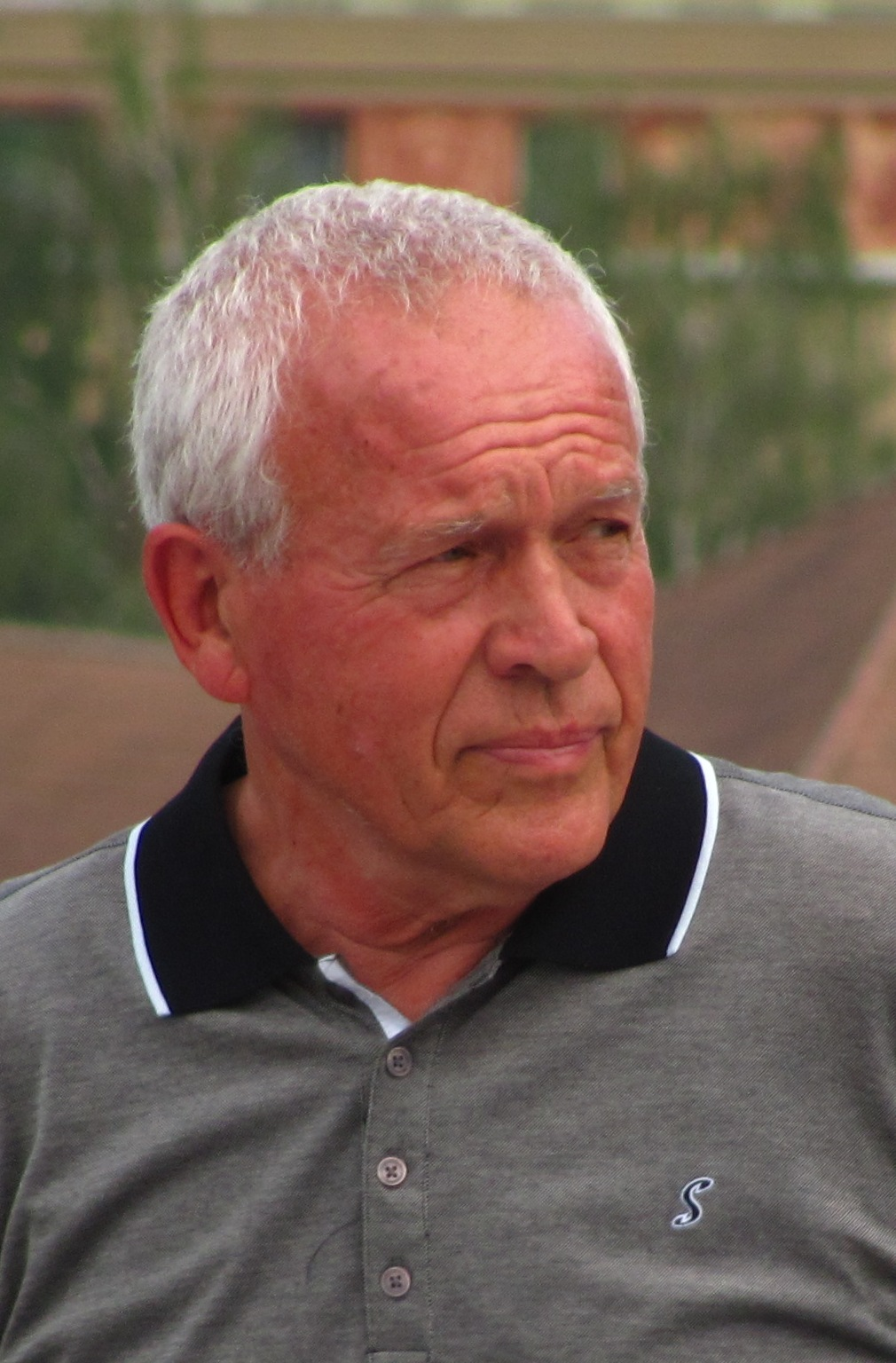
Ivo Viktor (* 1942)

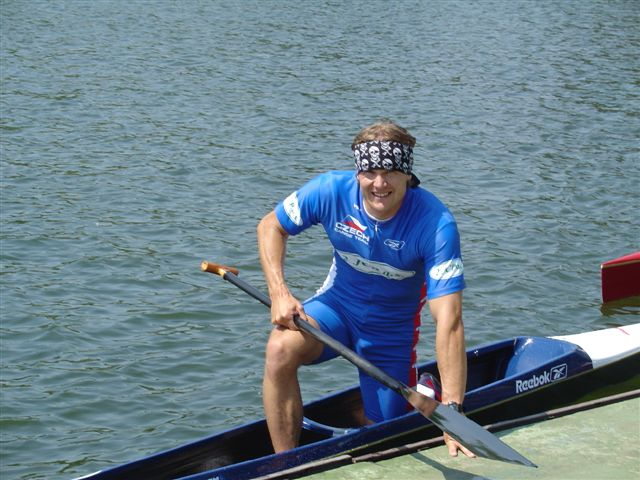
Martin Doktor (* 1974)

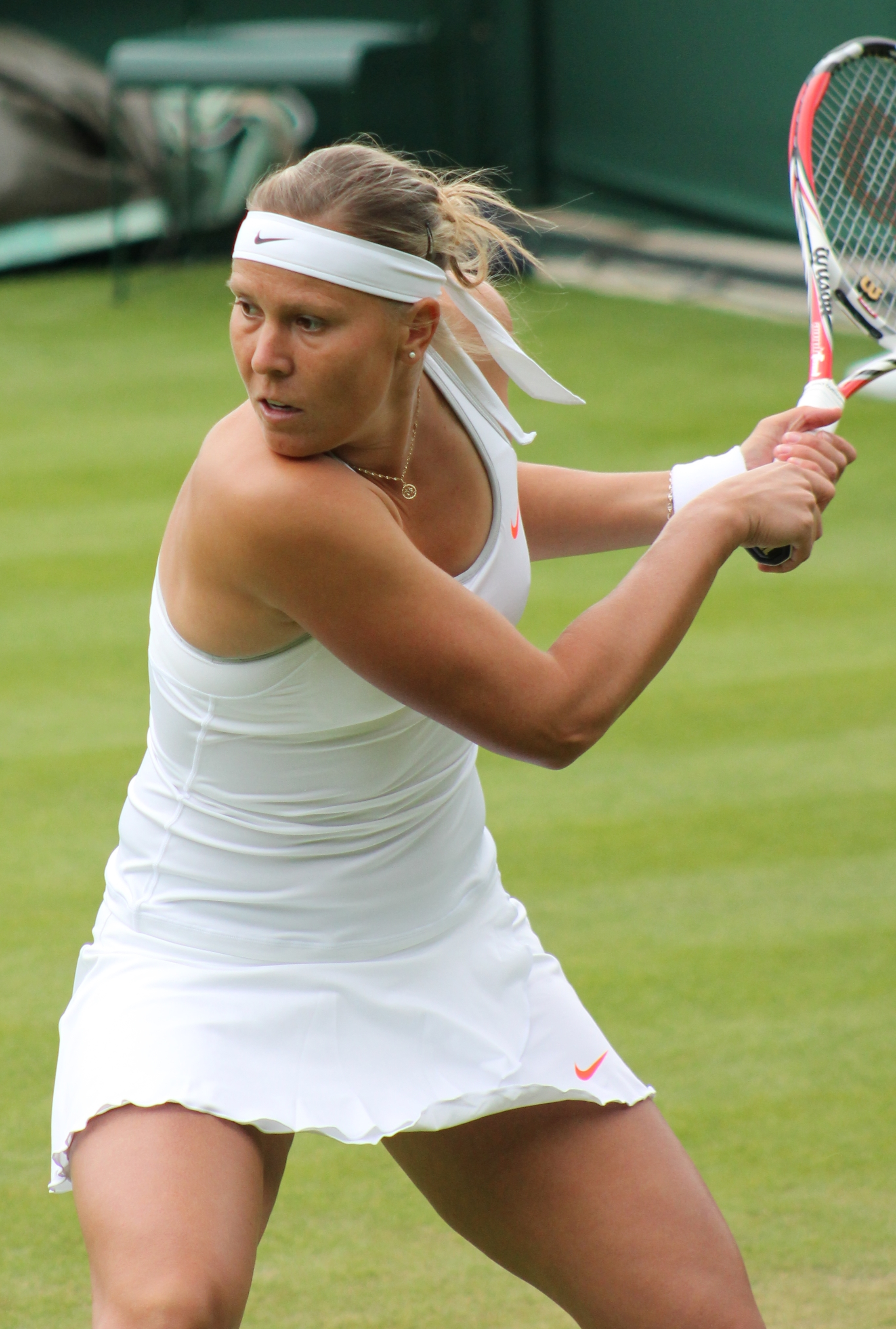
Lucie Hradecká (* 1985)

- 1825 – Jan Umlauf, český malíř († 9. ledna 1916)
- 1829 – František Fridrich, český fotograf († 23. března 1892)
- 1835 – František Chvostek starší, rakouský vojenský lékař moravského původu, popsal tzv. Chvostkův příznak († 16. listopadu 1884)
- 1836 – Karel Mattuš, politik († 24. října 1919)
- 1849 – Eduard Dominik, teolog, kanovník olomoucké kapituly († 2. dubna 1919)
- 1855 – Jan Smyčka, lékař, starosta města Litovle a muzejní pracovník († 15. října 1927)
- 1863 – Evžen Rakousko-Těšínský, rakouský arcivévoda († 30. prosince 1954)
- 1865 – Emanuel Hrubý, československý politik († 23. prosince 1943)
- 1869 – Franz Matzner, československý politik německé národnosti († 1943)
- 1874 – Josef Mařatka, sochař, žák Josefa V. Myslbeka a spolupracovník Augusta Rodina († 20. dubna 1937)
- 1878 – Bohumil Střemcha, český fotograf († 4. června 1966)
- 1879 – Magda Bílá, sociální pracovnice, spisovatelka, malířka († 30. srpna 1958)
- 1886 – František Rut Tichý, český spisovatel († 4. dubna 1968)
- 1887 – Eberhard Harzer, 47. opat cisterciáckého kláštera v Oseku u Duchcova († 2. listopadu 1949)
- 1888 – Otokar Fierlinger, zahradní architekt († 8. září 1941)
- 1893 – Adolf Hrubý, ministr protektorátní vlády († 9. června 1951)
- 1895 – Vlasta Koseová, zakladatelka českého dívčího skautingu († 29. září 1973)
- 1898 – Karel Hába, hudební skladatel, sbormistr, violista a pedagog († 21. listopadu 1972)
- 1900 – Emil Hába, varhaník, sbormistr, hudební skladatel a pedagog († 12. února 1982)
- 1908
  - Marie Holková, katolická spisovatelka a překladatelka († 6. prosince 2002)
  - Gertruda Sekaninová-Čakrtová, právnička, politička, diplomatka a disidentka († 29. prosince 1986)
- 1912 – Karel Stehlík, malíř († 28. května 1985)
- 1918 – Vilém Heckel, fotograf a horolezec († 31. května 1970)
- 1920 – Emil Velenský, basketbalista, mistr Evropy († 2005)
- 1923 – Jiří Mostecký, chemik, rektor VŠCHT Praha († 25. listopadu 2011)
- 1926
  - Pavel Preiss, český historik umění († 18. prosince 2023)
  - Svatopluk Hrnčíř, český spisovatel († 4. září 2014)
- 1927 – Jan Hladík, český výtvarník († 3. červen 2018)
- 1930
  - Sylvia Kodetová, operní pěvkyně († 31. červenec 2018)
  - Jan Fuchs, herec a rozhlasový moderátor († 3. prosince 2007)
- 1933 – Erazim Kohák, filozof a publicista († 8. února 2020)
- 1942
  - Jan Reich, fotograf († 14. listopadu 2009)
  - Ivo Viktor, fotbalový brankář
- 1943
  - Jiří Patočka, český politik († 12. květen 2004)
  - Miki Volek, zpěvák († 14. srpna 1996)
- 1944
  - Petr Macek, teolog
  - Consuela Morávková, herečka, instruktorka jógy
- 1946 – Ivan Vyskočil, český herec
- 1949 – Pavel Černý, český evangelikální teolog a kazatel
- 1953 – Lubomír Brabec, český kytarový virtuóz
- 1957 – Martin Penc, cyklista, bronzová na OH 1980
- 1958 – Dagmar Mocná, literární teoretička a historička
- 1970 – Roman Turek, hokejový brankář
- 1974 – Martin Doktor, rychlostní kanoista, dvojnásobný olympijský vítěz z roku 1996
- 1981 – Zdeněk Hřib, manažer a politik
- 1984
  - Ivo Minář, tenista
  - Marek Jarolím, fotbalista
- 1985 – Lucie Hradecká, tenistka
- 1991 – Roman Horák, hokejista

### Svět

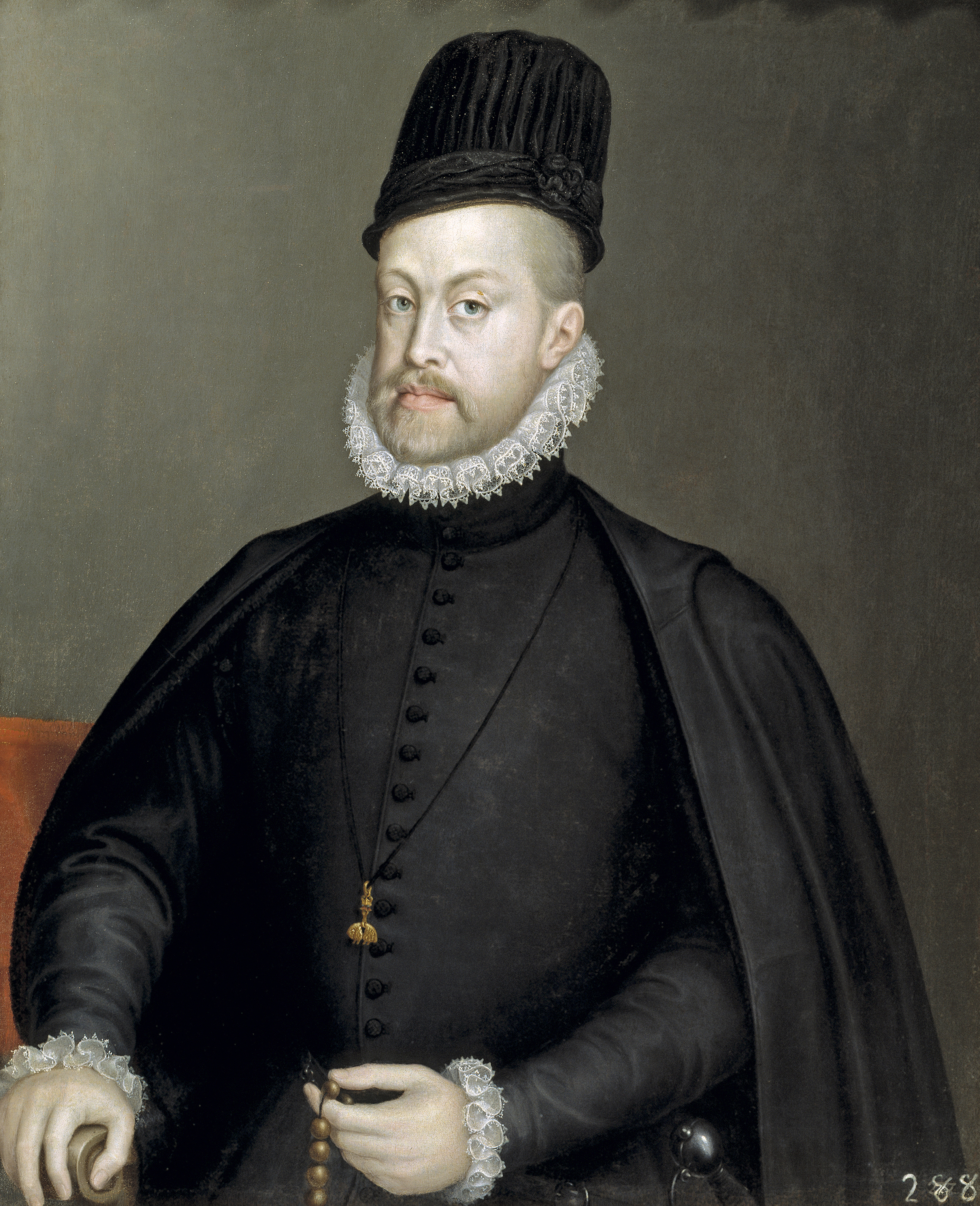
Filip II. Španělský (* 1527)

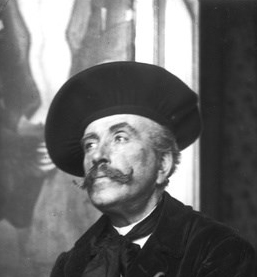
Henri Rousseau (* 1844)

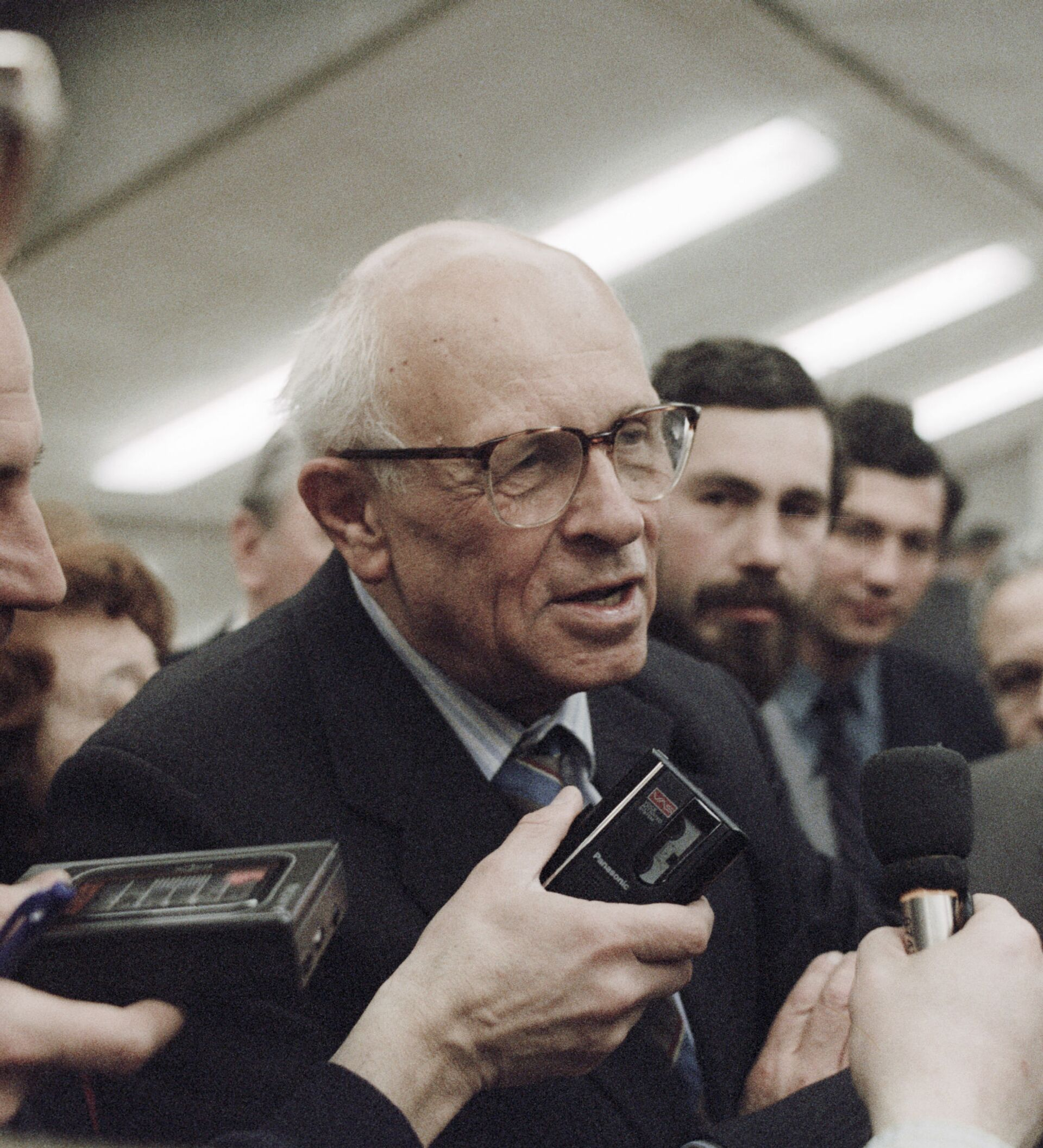
Andrej Sacharov (* 1921)

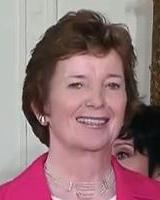
Mary Robinsonová (* 1944)

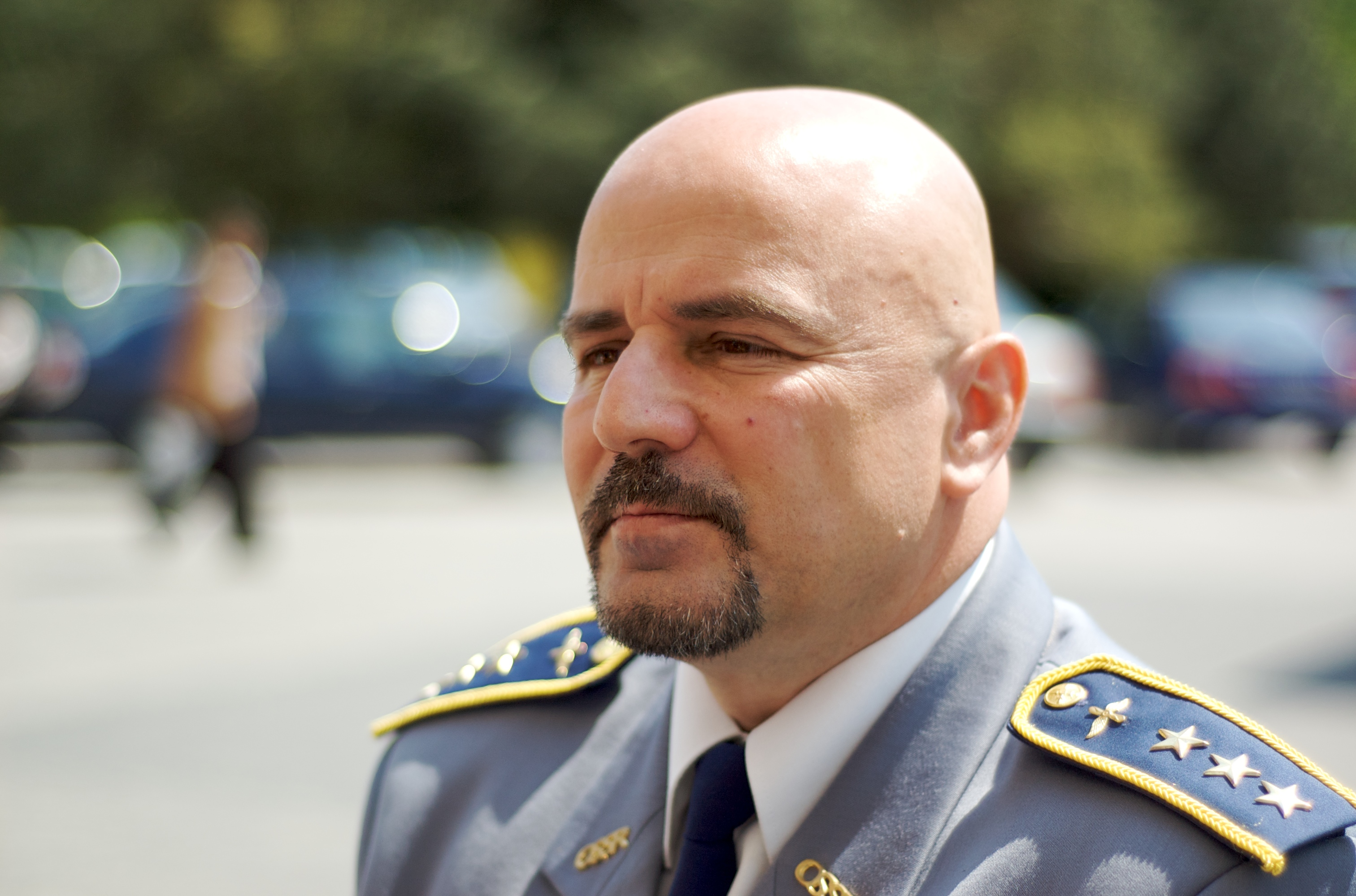
Ivan Bella (* 1964)

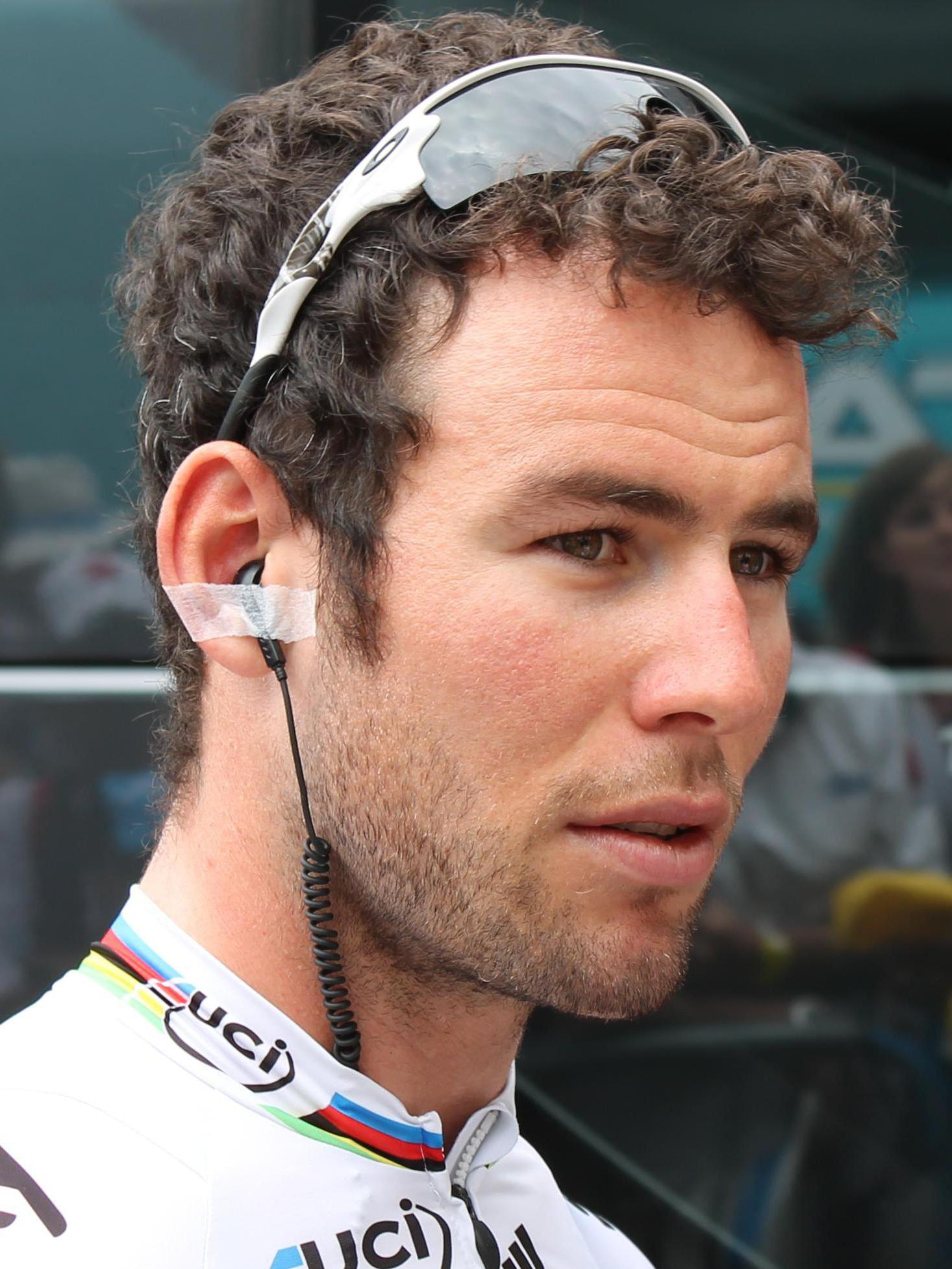
Mark Cavendish (* 1985)

- 1173 – Šinran Šónin, japonský buddhistický mnich, zakladatel buddhistické školy Džódo šinšú († 16. ledna 1263)
- 1471 – Albrecht Dürer, německý renesanční malíř († 6. dubna 1528)
- 1527 – Filip II., španělský král z dynastie Habsburků († 13. září 1598)
- 1653 – Eleonora Marie Josefa Habsburská, dcera císaře Ferdinanda III., polská královna († 17. prosince 1697)
- 1688 – Alexander Pope, anglický básník, satirik a překladatel († 1744)
- 1720 – Antonio Corbisiero, italský hudební skladatel († 7. ledna 1790)
- 1759 – Joseph Fouché, francouzský politik během francouzské revoluce a ministr policie za Napoleonova císařství a restaurace († 1820)
- 1797 – Gottlieb Wilhelm Bischoff, německý botanik († 11. září 1854)
- 1799 – Mary Anningová, britská sběratelka fosílií a paleontoložka († 9. března 1847)
- 1801 – Žofie Vilemína Švédská, švédská princezna, bádenská velkovévodkyně († 6. července 1865)
- 1810 – Ignaz von Plener rakouský politik († 17. února 1908)
- 1817
  - Niklaus Riggenbach, švýcarský vynálezce († 25. července 1899)
  - Rudolf Hermann Lotze, německý filosof, lékař a spoluzakladatel vědecké psychologie († 1881)
- 1834 – Marie Izabela Toskánská, rakouská arcivévodkyně a hraběnka z Trapani († 16. července 1901)
- 1841 – Joseph Parry, velšský hudební skladatel († 17. února 1903)
- 1843
  - Louis Renault, francouzský právník, nositel Nobelovy ceny míru († 8. února 1918)
  - Charles Albert Gobat, švýcarský politik, nositel Nobelovy ceny míru († 16. března 1914)
- 1844 – Henri Rousseau, francouzský naivní malíř († 1910)
- 1849 – Édouard-Henri Avril, francouzský malíř († 28. července 1928)
- 1850 – Giuseppe Mercalli, italský seismolog, vulkanolog († 19. března 1914)
- 1853 – Heinrich Lammasch, poslední ministerský předseda Rakousko-Uherska († 6. ledna 1920)
- 1855 – Émile Verhaeren, belgický básník a dramatik († 27. listopadu 1916)
- 1864 – Štěpánka Belgická, belgická princezna, manželka následníka rakouského trůnu Rudolfa († 1945)
- 1870 – Ferdinand Schmutzer, rakouský malíř a fotograf († 26. října 1928)
- 1872 – Kornel Divald, uherský spisovatel, historik umění a fotograf († 24. března 1921)
- 1878 – Glenn Curtiss, americký průkopník letectví († 23. července 1930)
- 1879 – Pablo Luna, španělský hudební skladatel († 28. ledna 1942)
- 1889 – Otto Baumberger, švýcarský malíř a tvůrce plakátů († 26. prosince 1961)
- 1895 – Lázaro Cárdenas del Río, mexický generál a prezident († 19. října 1970)
- 1897 – Conrad Felixmüller, německý expresionistický malíř († 24. března 1977)
- 1902 – Marcel Breuer, architekt maďarského původu († 1. července 1981)
- 1913 – Gina Bachauerová, řecká klavíristka († 22. srpna 1976)
- 1914 – Romain Gary, francouzský spisovatel, režisér, diplomat a válečný letec († 2. prosince 1980)
- 1920 – Irena Kowalska-Wuttke, polská harcerská instruktorka a odbojářka († 24. září 1944)
- 1921 – Andrej Dmitrijevič Sacharov, sovětský fyzik, disident a obránce lidských práv, držitel Nobelovy ceny míru († 1989)
- 1922
  - Pio Laghi, římskokatolický duchovní, diplomat Svatého stolce († 11. ledna 2009)
  - Ján Bzdúch, slovenský herec († 8. dubna 2007)
- 1923 – Armand Borel, švýcarský matematik († 11. srpna 2003)
- 1925 – Frank Kameny, americký aktivista († 11. října 2011)
- 1928
  - António Ribeiro, portugalský kardinál († 24. března 1998)
  - Igor Kon, ruský sociolog a sexuolog († 27. dubna 2011)
- 1930
  - Malcolm Fraser, ministerský předseda Austrálie († 20. března 2015)
  - Donald MacAulay, skotský lingvista, univerzitní pedagog a básník
- 1932 – Inese Jaunzeme, sovětská atletka, olympijská vítězka v hodu oštěpem († 13. února 2011)
- 1933
  - Jevgenij Minajev, sovětský vzpěrač, olympijský vítěz († 8. prosince 1993)
  - Maurice André, francouzský trumpetista († 25. února 2012)
  - Joe Byrd, americký jazzový kytarista a kontrabasista († 6. března 2012)
- 1934
  - Bob Northern, americký jazzový hudebník
  - Bengt Samuelsson, švédský biochemik, nositel Nobelovy ceny za fyziologii a lékařství († 7. července 2024)
- 1936 – Günter Blobel, německo-americký lékař, biochemik a cytolog, nositel Nobelovy ceny za rok 1999 († 18. února 2018)
- 1937 – Mengistu Haile Mariam, prezident Etiopské lidově demokratické republiky
- 1938 – Urs Widmer, švýcarský spisovatel a překladatel († 2. dubna 2014)
- 1939 – Heinz Holliger, švýcarský skladatel, hobojista, dirigent a klavírista
- 1940 – Tony Sheridan, britský kytarista a zpěvák († 16. února 2013)
- 1941
  - Anatolij Levčenko, sovětský zkušební letec a kosmonaut († 6. srpna 1988)
  - Jean Ganiayre, okcitánský spisovatel
- 1942 – Robert Clyde Springer, americký vojenský letec a kosmonaut
- 1943
  - Vincent Crane, britský varhaník a klavírista († 14. února 1989)
  - Hilton Valentine, britský kytarista († 29. ledna 2021)
- 1944 – Mary Robinson, bývalá irská prezidentka
- 1945 – Ernst Messerschmid, německý fyzik a astronaut
- 1951 – Jurij Jakovlevič Čajka, ruský právník a politik
- 1952 – Mr. T, americký herec
- 1954 – Marc Ribot, americký kytarista, trumpetista a skladatel
- 1955 – Svante Janson, švédský matematik
- 1957 – Ján Steinhübel, slovenský historik
- 1959 – Loretta Lynchová, americká politička
- 1960 – Jeffrey Dahmer, americký sériový vrah a kanibal († 28. listopadu 1994)
- 1961 – Davide Sparti, italský sociolog
- 1964 – Ivan Bella, slovenský kosmonaut
- 1966 – Lisa Edelstein, americká herečka
- 1969 – Georgij Gongadze, ukrajinský novinář († 16. září 2000)
- 1972 – The Notorious B.I.G., americký rapper († 9. března 1997)
- 1980 – Gotye, belgicko-australský zpěvák
- 1982 – Ma'a Nonu, novozélandský ragbista
- 1983 – Līga Dekmeijereová, lotyšská tenistka
- 1985 – Mark Cavendish, britský silniční cyklista
- 1990 – Tiril Eckhoffová, norská biatlonistka
- 1994 – Tom Daley, britský skokan do vody
- 1996 – Karen Chačanov, ruský tenista

## Úmrtí

### Česko

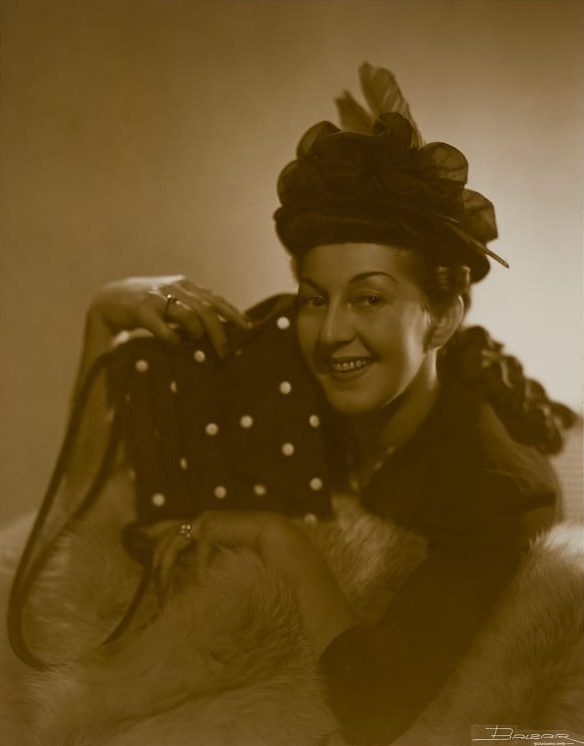
Ljuba Hermanová († 1996)

- 1838 – Anton Renner, kapituly u sv. Štěpána v Litoměřicích (* 5. ledna 1782)
- 1876 – Josef František Frič, český vlastenec, advokát a politik (* 6. března 1804)
- 1887 – Josef Říha, právník a regionální politik (* 1. prosince 1830)
- 1903 – Emilián Skramlík, pražský podnikatel a komunální politik (* 11. října 1834)
- 1911 – Bedřich Kamarýt, kněz, malíř a spisovatel (* 8. září 1831)
- 1917 – Josef Cainer, varhaník a hudební skladatel (* 29. srpna 1837)
- 1929 – Hanuš Kuffner, novinář, spisovatel a vojenský historik (* 12. ledna 1861)
- 1930
  - Marie Záhořová-Němcová, pedagožka, vnučka Boženy Němcové (* 10. května 1885)
  - Ludvík Lábler, kutnohorský stavitel (* 9. května 1855)
- 1938 – Erdmann Spies, československý politik německé národnosti (* 18. listopadu 1862)
- 1946 – Elemír Vollay, československý politik (* 13. března 1871)
- 1949 – Stanislav Otruba, hudební skladatel (* 17. května 1868)
- 1951 – Karel Váňa, herec (* 29. listopadu 1867)
- 1955 – Andělín Novák, pedagog, archivář a slezský buditel (* 8. listopadu 1878)
- 1956 – Oldřich Zajíček, československý fotbalový reprezentant (* 12. srpna 1911)
- 1959 – Jan Remiger, pomocný biskup pražský (* 4. května 1879)
- 1969 – Richard Fremund, malíř, grafik a scénický výtvarník (* 9. dubna 1928)
- 1970 – František Škvor, dirigent a hudební skladatel (* 11. prosince 1898)
- 1973 – František Bartoš, hudební skladatel (* 13. června 1905)
- 1974 – Jaroslav Marvan, herec (* 11. prosince 1901)
- 1976 – Karel Lidický, sochař a medailér (* 17. června 1900)
- 1987 – Marie Větrovská, sportovní gymnastka, stříbrná medaile na LOH 1936 (* 26. června 1912)
- 1988 – Čestmír Kafka, malíř (* 14. listopadu 1922)
- 1993 – Jánuš Kubíček, malíř (* 5. prosince 1921)
- 1996 – Ljuba Hermanová, herečka a zpěvačka (* 23. dubna 1913)
- 2001 – Josef Daněk, vynálezce (* 8. dubna 1920)
- 2005 – Bohumil Eliáš st., sklářský výtvarník, sochař, malíř a grafik (* 2. září 1937)
- 2012 – Stanislav Remunda, herec a divadelní režisér (* 27. července 1927)
- 2019 – Bohumil Staša, motocyklový závodník (* 29. dubna 1944)
- 2025 – Jiří Pernes, moravský historik, politik a vysokoškolský pedagog (* 4. července 1948)

### Svět

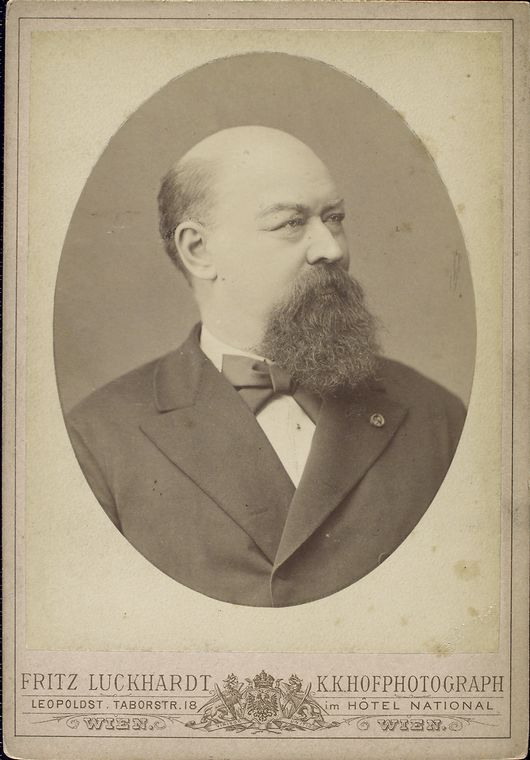
Franz von Suppé († 1895)

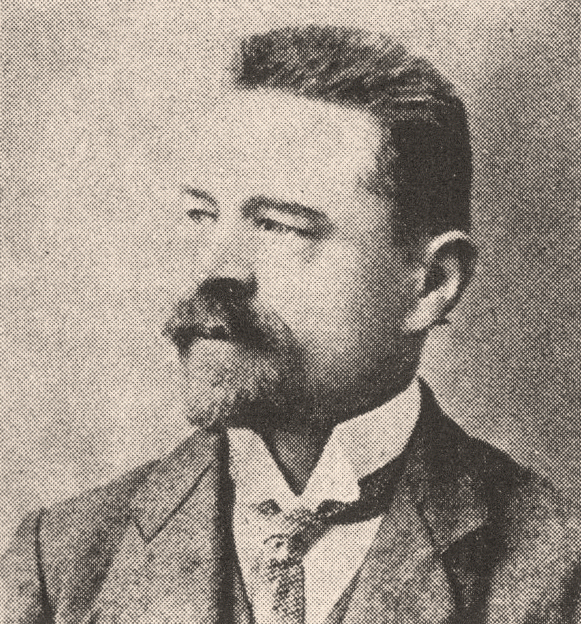
Martin Kukučín († 1928)

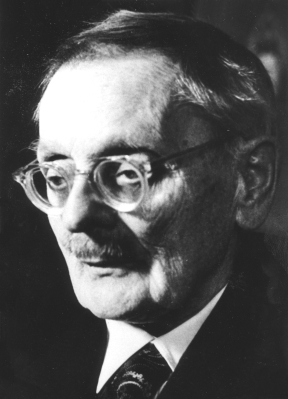
Ernst Zermelo († 1953)

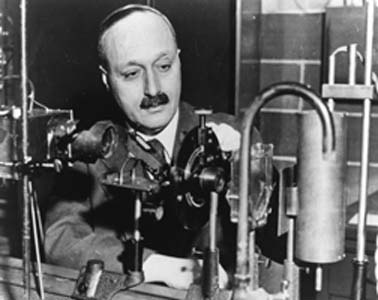
James Franck († 1964)

- 0987 – Ludvík V. Francouzský, západofranský král (* kolem 967)
- 1086 – Wang An-š', čínský filosof, básník, ekonom, státník, reformátor a kancléř za vlády dynastie Sung (* 8. prosince 1021)
- 1254 – Konrád IV. Štaufský, císař Svaté říše římské (* 25. dubna 1228)
- 1471 – Jindřich VI. Anglický, anglický král (* 6. prosince 1421)
- 1542 – Hernando de Soto, španělský conquistador a guvernér Kuby (* 1486)
- 1563 – Martynas Mažvydas, litevský spisovatel (* 1510)
- 1582 – Nobunaga Oda, japonský vládce (* 23. května 1534)
- 1639 – Tommaso Campanella, italský filosof, teolog, astrolog a básník (* 5. září 1568)
- 1686 – Otto von Guericke, německý fyzik a politik (* 30. listopadu 1602)
- 1721 – Christoph Mattern, slezský jezuitský misionář v Indii (* 13. prosince 1661)
- 1724 – Antonio Salvi, italský lékař, dvorní básník a operní libretista (* 17. ledna 1664)
- 1734 – Filipína Alžběta Orleánská, francouzská princezna (* 18. prosince 1714)
- 1747 – Giovanni Baratta, italský barokní sochař (* 3. května 1670)
- 1760 – Anna Nitschmann, německá básnířka a misionářka Moravské církve (* 24. listopadu 1715)
- 1762 – Alexandr Josef Sułkowski, polský šlechtic, říšský kníže (* 15. března 1695)
- 1786 – Carl Wilhelm Scheele, švédsky chemik (* 1742)
- 1806 – Marie Antonie Neapolsko-Sicilská, neapolsko-sicilská princezna a první manželka španělského krále Ferdinanda VII. (* 1784)
- 1826 – Georg Friedrich Reichenbach, německý mechanik (* 24. srpna 1771)
- 1829 – Petr I. Oldenburský, oldenburský regent, později velkovévoda (* 17. ledna 1755)
- 1841 – Julian Ursyn Niemcewicz, polský politik a spisovatel (* 6. února 1758)
- 1861 – Evžen z Mazenodu, francouzský katolický světec (* 1782)
- 1865 – Christian Jürgensen Thomsen, dánský archeolog, autor třídobé periodizace pravěkých dějin (* 1788)
- 1885 – Gavriil Jakimovič Lomakin, ruský sborový dirigent, hudebník a skladatel (* 6. dubna 1812)
- 1894 – August Kundt, německý fyzik (* 1839)
- 1895
  - Franz von Suppé, rakouský operetní skladatel belgického původu (* 1819)
  - Eva Josefina Julie Potocká, polská šlechtična a kněžna z Lichtenštejna (* 10. srpna 1818)
- 1904 – Étienne-Jules Marey, francouzský vědec, lékař a fotograf (* 5. března 1830)
- 1915 – Knud Knudsen, norský fotograf (* 3. ledna 1832)
- 1916 – Artúr Görgey, uherský vojevůdce a politik (* 30. ledna 1818)
- 1920 – Eleanor H. Porterová, americká spisovatelka knih pro děti a mládež (* 19. prosince 1868)
- 1923 – Ferdinand Walsin-Esterházy, francouzský důstojník a špion (* 16. prosince 1847)
- 1926
  - Ludwig Grillich, rakouský fotograf (* 1855)
  - Friedrich Kluge, německý lexikograf, mladogramatik (* 1856)
- 1928 – Martin Kukučín, slovenský prozaik, dramatik a publicista (* 1860)
- 1929 – Archibald Primrose, britský státník a premiér (* 1847)
- 1931 – Théophile Cart, francouzský esperantista (* 31. března 1855)
- 1935
  - Hugo de Vries, nizozemský botanik, evoluční biolog (* 16. února 1848)
  - Jane Addamsová, americká sociální pracovnice, nositelka Nobelovy ceny míru za rok 1931 (* 6. září 1860)
- 1939 – Grigorij Sokolnikov, sovětský politik a diplomat (* 15. srpna 1888)
- 1940 – Ivan Sekanina, levicový novinář, právník a bojovník proti fašismu (* 31. října 1900)
- 1949 – Klaus Mann, německý spisovatel, dramatik a novinář (* 18. listopadu 1906)
- 1952 – John Garfield, americký herec (* 4. března 1913)
- 1953 – Ernst Zermelo, německý matematik (* 27. červenec 1871)
- 1955 – Mukbile Sultan, osmanská princezna a vnučka sultána Mehmeda V. (* 19. září 1911)
- 1964 – James Franck, německý fyzik, nositel Nobelovy ceny (* 1882)
- 1967 – Géza Lakatos, maďarský generál, předseda vlády (* 30. dubna 1890)
- 1969 – Jindřich Ferdinand Toskánský, rakouský arcivévoda a toskánský princ (* 13. února 1878)
- 1973 – Ivan Stěpanovič Koněv, sovětský maršál (* 1897)
- 1979 – Blue Mitchell, americký jazzový trumpetista (* 30. března 1930)
- 1980 – Ida Kamińska, polská herečka (* 1899)
- 1985 – Willy Maywald, německý fotograf (* 15. srpna 1907)
- 1991 – Rádžív Gándhí, 7. indický premiér (* 20. srpna 1944)
- 1995 – Annie M. G. Schmidt, nizozemská básnířka a spisovatelka (* 20. května 1911)
- 1997 – Noël Browne, irský politik (* 20. prosince 1915)
- 2000
  - Erich Mielke, ministr pro státní bezpečnost (Stasi) NDR (* 28. prosince 1907)
  - Barbara Cartland, anglická spisovatelka (* 9. července 1901)
- 2001 – Tad Szulc, americký novinář a spisovatel polského původu (* 25. července 1926)
- 2002 – Niki de Saint Phalle, francouzská malířka a sochařka (* 29. října 1930)
- 2006 – Pierre Bastien, francouzský lékař (* 13. dubna 1924)
- 2012 – Eddie Blazonczyk, americký hudebník (* 21. července 1941)
- 2013 – Trevor Bolder, britský hudebník (* 9. června 1950)
- 2016 – Nick Menza, americký hudebník, člen thrashmetalové kapely Megadeth (* 23. července 1963)
- 2020 – Oliver E. Williamson, americký ekonom, Nobelova cena 2009 (* 27. září 1932)
- 2021 – Tahir Salahov, ázerbájdžánský malíř (* 29. listopadu 1928)
- 2023 – Ray Stevenson, britský herec (* 25. května 1964)

## Svátky

### Česko
- Monika, Mona
- Hostimil, Hostimila, Hostimír, Hostimíra, Hostislav, Hostislava
- Konstantin, Konstantýn
- Rejčka, Rixa, Richiza, Richenza

### Svět
- OSN – Světový den kulturní rozmanitosti pro dialog a rozvoj
- Mezinárodní den čaje
- Chile – Den námořnictva
- Slovensko – Zina